# 橙嘴鸫鹛
橙嘴鸫鹛（学名：Turdoides rufescens），是画眉科鸫鹛属的一种，为斯里兰卡的特有种。该物种的保护状况被评为近危。
橙嘴鸫鹛的栖息地包括种植园、亚热带或热带的湿润低地林和亚热带或热带的（低地）湿润疏灌丛。